# WTA Elite Trophy 2017 - Doppio
İpek Soylu e Xu Yifan erano le detentrici del titolo, ma non hanno partecipato quest'anno.
In finale Duan Yingying e Han Xinyun hanno sconfitto Lu Jingjing e Zhang Shuai con il punteggio di 6–2, 6–1.

## Giocatrici
1. Raluca Olaru /  Olga Savchuk (round robin)
2. Alicja Rosolska /  Anna Smith (round robin)
3. Liang Chen /  Yang Zhaoxuan (round robin)

1. Lu Jingjing /  Zhang Shuai (finale)
2. Jiang Xinyu /  Tang Qianhui (round robin)
3. Duan Yingying /  Han Xinyun (campionesse)

## Tabellone

### Legenda
| - Q = Qualificato - WC = Wild card - LL = Lucky loser | - ALT = Alternate - SE = Special Exempt - PR = Protected Ranking | - w/o = Walkover - r = Ritirato - d = Squalificato |

### Finale
|  | Finale |                          |                          |   |   |  |
|  |        |                          |                          |   |   |  |
|  | 6      | Duan Yingying Han Xinyun | Duan Yingying Han Xinyun | 6 | 6 |  |
|  | 4      | Lu Jingjing Zhang Shuai  | Lu Jingjing Zhang Shuai  | 2 | 1 |  |

### Gruppo Loto
|      |                           | Olaru Savchuk    | Liang Yang  | Duan Han         | RR V-P | Set V-P   | Game V-P    | Classifica |
| 1    | Raluca Olaru Olga Savchuk |                  | 6–3, 7–6(3) | 3–6, 7–5, [7–10] | 1–1    | 3–2 (60%) | 23–22 (51%) | 1          |
| 3/WC | Liang Chen Yang Zhaoxuan  | 3–6, 6(3)–7      |             | 6(2)–7,4–6       | 0–2    | 0–4 (0%)  | 19–26 (42%) | 3          |
| 6    | Duan Yingying Han Xinyun  | 6–3, 5–7, [10–7] | 7–6(2),6–4  |                  | 2–0    | 4–1 (80%) | 25–20 (56%) | 1          |

La classifica viene stilata in base ai seguenti criteri: 1) Numero di vittorie; 2) Numero di partite giocate; 3) Scontri diretti (in caso di due giocatori pari merito); 4) Percentuale di set vinti o di game vinti (in caso di tre giocatori pari merito); 5) Decisione della commissione

### Gruppo Orchidea
|      |                            | Rosolska Smith   | Lu Zhang    | Jiang Tang       | RR V-P | Set V-P    | Game V-P    | Classifica |
| 2    | Alicja Rosolska Anna Smith |                  | 3–6, 1–6    | 3–6, 6–4, [6–10] | 0–2    | 1–4 (20%)  | 13–23 (36%) | 3          |
| 4    | Lu Jingjing Zhang Shuai    | 6–3, 6–1         |             | 7–6(3), 6–3      | 2–0    | 4–0 (100%) | 25–13 (66%) | 1          |
| 5/WC | Jiang Xinyu Tang Qianhui   | 6–3, 4–6, [10–6] | 6(3)–7, 3–6 |                  | 1–1    | 2–3 (40%)  | 20–22 (48%) | 2          |

La classifica viene stilata in base ai seguenti criteri: 1) Numero di vittorie; 2) Numero di partite giocate; 3) Scontri diretti (in caso di due giocatori pari merito); 4) Percentuale di set vinti o di game vinti (in caso di tre giocatori pari merito); 5) Decisione della commissione